# До самых кончиков
«До самых кончиков» (англ. Beautiful You) — роман американского писателя Чака Паланика, изданный в 2014 году.
Главная героиня книги — Пенни знакомится со знаменитым человеком Линусом Максвеллом, который тут же приглашает её на свидание.
По ходу романа становится ясно, Пенни нужна была, чтобы усовершенствовать линию секс-товаров Линуса, готовящуюся к выпуску. С помощью этих товаров Линус собрался завладеть женской частью населения. Пенни это осознала и решила с этим бороться.